# Box Print
A Box Print é uma empresa brasileira de cartonagem, especializada na produção de embalagens e displays de papel e microondulados, com sede em Campo Bom, Rio Grande do Sul. Foi fundada em 1958 e atualmente possui três filiais em Campo Bom, duas em Camaçari, uma em Quixeramobim e uma em Benevides. Possui ainda um estúdio de design, chamado Studio B. 

## História

### Fundação e primeiros anos
A Box Print foi fundada por Arno Schmitt em 1958, ainda como Cartonagem Campo Bom. Nos anos seguintes, tornou-se uma das principais fornecedoras de embalagens no Rio Grande do Sul, com clientes de diversos setores industriários, dentre eles o farmacêutico, atendendo a Novo Nordisk, o calçadista, com clientes como Nike, Umbro e Arezzo, e o setor de beleza, com clientes como O Boticário e Natura.
Em 1982, a empresa diversificou sua atuação com a criação da Embal Embalagens Automáticas, especializada na produção de microondulado. A Embal foi posteriormente rebatizada como Microondulados.

### Ampliação e inovações
Em 1997, adquiriu a Grupograf, o que permitiu sua entrada nos mercados alimentício e farmacêutico. Já em 2011, construiu sua nova planta, hoje conhecida como New Print, especializada em impressão gráfica digital, que conta também com a filial Renova, especializada em preparação das embalagens para reciclagem. Em 2016, disponibilizou uma biblioteca 3D online para seus clientes, e em 2019 ampliou-se e adquiriu a Máquinas Concórdia, empresa ao lado da matriz.
A Box Print ocupa hoje mais de 50 mil km² de área construída, permitindo assim capacidade para altas demandas, além de um escritório em Barueri e outro em São José dos Pinhais para vendas. Possui também uma fábrica em Camaçari, na Bahia, inaugurada em 2021, e em 23 de janeiro de 2025, inaugurou uma filial em Quixeramobim, no Ceará, denominada BP Ceará, e também a Eco Print, em Benevides, Pará. Além disso, possui um estúdio de design inaugurado em 2019, chamado Studio B, atuando no desenvolvimento criativo de embalagens e displays para grandes marcas.

## Premiações e reconhecimento
- Selo Forest Stewardship Council (FSC, 2005)[13]
- Empresa B Certificada (2020)[14]
- Empresa Carbono Positivo (2020)[13]
- Selo Great Place to Work (GPTW, 2023)[15]
- Nível Diamante Origem Sustentável (2024)[16]

Em 2024 a empresa, junto a seu fundador Arno Schmitt, foram homenageadas na câmara de Campo Bom. A motivação para isso foram as contribuições sociais da Box Print, que já somam mais de 80 milhões de reais investidos na cidade, com expectativa de mais 60 milhões a serem investidos nos anos seguintes.

### Sustentabilidade
A Box Print é reconhecida por suas práticas de sustentabilidade. Foi a primeira gráfica da América Latina a receber o selo FSC (Forest Stewardship Council), em 2005, que certifica o uso responsável de recursos florestais. Desde então, a empresa mantém um compromisso com a preservação ambiental por meio de ações como a reciclagem de resíduos de produção, por meio de sua unidade Renova, e também o plantio de árvores para compensar a emissão de carbono, recebendo em 2020 a certificação como empresa Carbono Positivo, bem como outras certificações de sustentabilidade, destacando-se no setor por neutralizar mais carbono do que emite. Também possui certificação de energia renovável, utilizando 100% de energia sustentável em suas unidades.

### Desenvolvimento social
A Box Print é uma parceira importante no desenvolvimento social e econômico das comunidades onde atua, com investimentos em Campo Bom na educação, saúde, infraestrutura, cultura e segurança, onde doou uma viatura para o município. Em Camaçari, sua planta moderna inaugurada em 2021 integra o Polo Nacional de Beleza, contribuindo para a geração de empregos e o desenvolvimento regional.